# Bartolomeo Cecchetti
Bartolomeo Cecchetti (* 2. September 1838 in Venedig; † 16. März 1889 in Rom) war ab 1876 Direktor des Staatsarchivs in Venedig.

## Leben

### Familie und frühe Ausbildung, Beschäftigung außerhalb des Archivdienstes (1857–1861)
Cecchetti wurde 1838 als Sohn der Rosa Pancrazio und des Pietro geboren. Sein Vater war ein gebildeter Mann, der an verschiedenen Periodika mitarbeitete. Bartolomeo besuchte von 1848 bis 1855 das liceo-ginnasio S. Caterina, danach begann er eine Ausbildung am Archivio generale dei Frari, dem Staatsarchiv an der Frari-Kirche. Dort besuchte er nach kurzer Zeit die am 18. Juli 1854 von Cesare Foucard gegründete Scuola di paleografia. Er wuchs in einer Zeit auf, in der Venedig zu Österreich gehörte, dessen Herrschaft er ablehnte, die jedoch bis 1866 dauerte.
Für einige Zeit verließ Cecchetti nach dem Diplom den Archivdienst und war vom 10. Januar 1857 bis zum 16. Oktober 1861 am Ufficio registratura della luogotenenza e la contabilità dello Stato beschäftigt.

### Rückkehr ins Staatsarchiv (1860), Leitung der Archivarsausbildung
Doch bereits 1860 kehrte er ins Staatsarchiv zurück, wo er Foucard im Amt folgte, der wegen seiner offen liberalen Haltung entlassen worden war. Cecchetti leitete fortan die Scuola di Paleografia, diplomatica e dottrine archivistiche, die Schule für Paläographie, Diplomatik und Archivalienkunde, und arbeitete als Dozent für Paläographie bis 1872. Besagte Schule übernahm 1863–64 Girolamo Dandolo (1796–1866, Direktor des Staatsarchivs 1860–1867), dann von 1860 bis 1876 Bartolomeo Cecchetti, ihn löste Riccardo Predelli ab.
In dieser Zeit befasste sich Cecchetti vielfach mit dem Aufbau von Archiven. So entstand 1861 bis 1862 im Rahmen des Programma dell’I. R. Scuola di paleografia in Venezia eine Reihe von Monographien, sowie 1864 das Werk Il Doge di Venezia. Dabei war Cecchetti in die kulturell aktiven Kreise Venedigs fest eingebunden, auch arbeitete er bei Il Pensiero di Venezia mit. In dieser Zeit lernte er seine spätere Frau Anna Mander kennen, eine kultivierte Dichterin und Journalistin, mit der er auch das Interesse für die Archivarbeit teilte. 1863 kehrte er endgültig ins Archiv zurück und übernahm die Leitung der Sezione storico-diplomatica. In kurzer Zeit stieg er innerhalb des Hauses auf.

### Inhaftierung durch Österreicher (1866), Rückkehr ins nunmehr italienische Venedig
Als jedoch am 21. Juli 1866 der Benediktiner Beda Dudík mit einem Schreiben des Kaisers erschien, worin die Auslieferung der wichtigsten Quellenbestände und ihr Transfer nach Wien vorgesehen war, wehrte sich Cecchetti dagegen. Infolgedessen wurde er in der Nacht vom 7. auf den 8. August verhaftet und auf der Insel San Giorgio eingesperrt.
Dann wurde er bis zum 23. September nach Triest verbracht. An diesem Tag wurde er auf Intervention des Ministers Luigi Federico Menabrea aus dem Gefängnis entlassen, die österreichische Herrschaft war beendet.
Nach dem Anschluss an Italien im Jahr 1866 befasste sich Cecchetti mit der ab 1868 erfolgenden Rückgabe der während der österreichischen Zeit abgezogenen Archivalien.

### Archivleitung (ab 1876)
Am 25. Oktober 1876 folgte er, nun von der italienischen Regierung anerkannt, dem am 29. Februar verstorbenen Leiter des Staatsarchivs Teodoro Toderini (1819–1876) im Amt. Zusammen mit Giuseppe Giacomelli und Tommaso Gar war er 1866 für die Zusammenstellung der Liste zuständig, die alle zurückzugebenden Archivalien enthalten sollte, die nach Wien abgezogen worden waren. 
Nach Dandolo wurden Giacomelli und Gar nacheinander Leiter des Staatsarchivs, bevor Cecchetti dieses Amt übernahm. In einer lebhaften Debatte konnte Cecchetti gegen Gabriele Fantoni, den Leiter des Archivio notarile distrettuale durchsetzen, dass alle hierin liegenden Archivalien, die vor 1830 entstanden waren, ins Staatsarchiv überführt werden sollten. Diese zuvor verstreuten und vielfach privaten Dokumente bilden daher seit 1884 die sezione notarile im Staatsarchiv. Dabei sorgte Cecchetti für eine reine Zuordnung zu den Notaren, womit oftmals der Entstehungszusammenhang zerrissen wurde. Schon 1871 hatte er Il Regio Archivio generale di Venezia herausgebracht, das eine Geschichte des Archivs seit der Auflösung der Republik beinhaltete, sowie einen knappen Überblick über die Bestände. Wie aufwändig die Neuordnung des Archivs war, erschließt sich aus L’Archivio di Stato di Venezia nel decennio 1866-1875 (Venedig 1876). Mit der Statistica degli Archivi della Regione veneta (1820-1880) (Venedig 1881) legte er einen ersten Überblick über die Bestände ganz Venetiens vor.

### Thematische Schwerpunkte, FondsCecchetti Bartolomeoim Staatsarchiv
Als 1871 das Archivio Veneto gegründet wurde, fand die Zeitschrift in Cecchetti einen der aktivsten Teilnehmer. 1884 wurde er Direktor des Archivio, wo er zahlreiche Beiträge über ausgesprochen disparate Themen veröffentlichte, wie etwa Le industrie di Venezia nel secolo XIII, La medicina in Venezia nel 1300, La vita dei Veneziani nel 1300 oder La donna nel Medioevo a Venezia, die jedoch eher als Steinbrüche für konzisere Arbeiten späterer Historiker gelten.
Da sich Cecchetti vielfach mit dem Alltagsleben der Venezianer befasste, dessen Aspekte er meist unmittelbar aus den ihm reichhaltig zur Verfügung stehenden Quellen ableitete, geriet er in die damit zusammenhängenden kulturgeschichtlichen Debatten. Dabei zeigte sich an vielen Stellen, dass seine Fragestellungen eher denjenigen entsprachen, die die Zeitgenossen beschäftigten, die zur Zeit seiner Quellen lebten. Als er etwa über eine Vorstellung vom Konzept, das die Venezianer des Mittelalters von Frauen hatten (La donna nel Medioevo a Venezia, 1886), räsonierte, meinte er, sie hätten kein Werk von höherem intellektuellem Anspruch hervorgebracht, noch Werke der Poesie, sondern sie seien bescheidene Hausfrauen (casalinghe) gewesen, der Familie zugewandt, oder der Schönheit. Abgesehen davon, dass seine mittelalterliche Vorstellung ausschließlich auf Quellen des 14. und 15. Jahrhunderts basierte, die in Venedig eher der Renaissance angehören, steht er damit in Widerspruch zu den Forschungen von Eileen Power. Auch Arbeiten, etwa von David Herlihy oder Richard Goldthwaite konnten erweisen, dass es zwar eine Verdrängung der Frauen aus dem öffentlichen und Berufsleben im 14. und 15. Jahrhundert gegeben hat, aber dass sie umso mehr in der Verwaltung der oftmals ausgedehnten Besitztümer der wirtschaftlich prosperierenden Familien eine zentrale Rolle spielten. Hinzu kam, dass sich Power mit dem Früh- und Hochmittelalter befasste, und nicht der Renaissance.
Obwohl gläubiger Katholik lehnte er die Einmischung der Kirche in die Politik ab. Zu diesem Themenkreis veröffentlichte er 1873 La Repubblica di Venezia e la Corte di Roma nei rapporti della religione. Darin propagiert Cecchetti das venezianische Modell als vorbildlich. Diese Darstellung blieb der einzige Versuch des Archivleiters, eine historische Arbeit vorzulegen, die über eine Anhäufung von Archivalien ohne wirklich stringente innere Ordnung hinausging.
Cecchetti hat mehr als 150 Einzeltitel publiziert. Darin beschäftigte er sich sowohl mit Organisationsfragen der Archive im Veneto, denn 1874 wurde er zum sovrintendente agli archivi veneti, als auch mit Fragen der venezianischen Alltagsgeschichte. Hinzu kamen Veröffentlichungen zur politischen und wirtschaftlichen Geschichte der Republik Venedig, wie etwa zu ihrer Versorgungs- und Ernährungsgeschichte oder zur Preisgeschichte. Darüber hinaus verfasste er einen Führer für das Staatsarchiv mit seinen umfangreichen Beständen.
Im Staatsarchiv befinden sich 19 umfangreiche buste Cecchetti Bartolomeo mit einem Umfang von 1.129 Seiten. Sie wurden 1903 inventarisiert.

## Werke
- Di alcune fonti della storia veneta fino al secolo xiii, Venedig: Narotovich 1867. (Google Books)
- Le restituzioni scientifiche ed artistiche fatte dal Governo austriaco nell’anno 1868, Venedig: Cecchini, 1870
- La vita dei Veneziani nel 1300, in: Archivio Veneto 27 (1884) 5–54 und 321–337, 28 (1885) 5–29, 267–296, 29 (1886) 9–48, 30 (1887) 27–96, 279–333 (Digitalisat), Nachdruck, Bologna 1980
- L’archivio di stato in Venezia negli anni 1876–1880, Venedig: Naratovich, 1881
- La Republica Di Venezia e la corte di Roma nei rapporti della religione, Venedig: Naratovich, 1874. (Digitalisat, Bd. 1; Bd. 2)
- Sull’istituzione dei magistrati della Repubblica Veneta fino al secolo XIII, 1865
- Dizionario del linguaggio archivistico veneto – Saggio, Venedig: Naratovich, 1888
- II doge di Venezia, Venedig: Naratovich, 1864
- La mariegola dei Calafati dell’Arsenale di Venezia, Venedig: Naratovich, 1882
- zusammen mit Francesco Gregolin: Gli Archivi di Stato in Venezia ed osservazioni sul loro ordinamento, Venedig 1866
- Inventario dell’Archivio di Stato in Venezia. Saggio, Venedig 1881. (Digitalisat)
- Il vitto dei Veneziani nel secolo XIV, in: Archivio Veneto, Jg. 15, Bd. 29, Venedig (1885) 235–304, Bd. 30 (1885) 27–96, 279–333.
- Appunti sulle finanze antiche della Repubblica Veneta, in: Archivio Veneto 35 (1888) 29–55
- Il testamento, i funerali, la sepoltura e l’arma del doge Francesco Morosini, in: Archivio Veneto, n.s. 15 (1885) 65–79
- Saggio sui prezzi delle vettovaglie e di altre merci in Venezia, sec. 12.–19., Venedig 1874.